# بطولة بان باسيفيك للسباحة البارالمبية
بطولة بان باسيفيك للسباحة البارالمبية هي حدث دولي لالسباحة البارالمبية أقيم لأول مرة في عام 2011. مثل نظيرتها للأسوياء، بطولة بان باسيفيك للسباحة، تُقام البطولة للسماح بلقاء على مستوى بطولة دولية في السنوات التي لا تقام فيها الألعاب البارالمبية أو بطولة العالم للسباحة البارالمبية.

## التاريخ
مثل بطولة بان باسيفيك للسباحة، تأسست البطولة من قبل الدول الأربع المؤسسة لها: أستراليا، وكندا، واليابان، والولايات المتحدة. كجزء من الميثاق، يتم التناوب على استضافة البطولة بين هذه الدول الأربع، مع استثناء لشرط إقامة البطولة في اليابان كل بطولة أخرى. حتى عام 2018، لم تستضف اليابان البطولة بعد.
نظرًا لوجود دول قوية في السباحة مثل الولايات المتحدة وأستراليا، يتم استخدامها بانتظام كبطولة تحضيرية للألعاب البارالمبية الصيفية وبطولة العالم للسباحة البارالمبية.

## قائمة البطولات
| النسخة | السنة | المكان                            | التواريخ    | الفائز بجدول الميداليات |
| ------ | ----- | --------------------------------- | ----------- | ----------------------- |
| 1      | 2011  | إدمونتون، كندا                    | 10–14 أغسطس | أستراليا                |
| 2      | 2014  | باسادينا (كاليفورنيا)، كاليفورنيا | 6–10 أغسطس  | أستراليا                |
| 3      | 2018  | كيرنز، أستراليا                   | 9–13 أغسطس  | أستراليا                |

## جدول الميداليات (2011–2018)
جدول ميداليات بطولة بان باسيفيك للسباحة البارالمبية 2011
  *   البلد المضيف (مضيف)
| المرتبة | فريق             | ذهبية | فضية | برونزية | المجموع |
| ------- | ---------------- | ----- | ---- | ------- | ------- |
| 1       | أستراليا         | 35    | 25   | 19      | 79      |
| 2       | الولايات المتحدة | 27    | 26   | 16      | 69      |
| 3       | البرازيل         | 24    | 13   | 14      | 51      |
| 4       | المكسيك          | 14    | 14   | 16      | 44      |
| 5       | كندا             | 12    | 0    | 0       | 12      |
| المجموع | المجموع          | 112   | 78   | 65      | 255     |

جدول ميداليات بطولة بان باسيفيك للسباحة البارالمبية 2014
  *   البلد المضيف (مضيف)
| المرتبة | فريق             | ذهبية | فضية | برونزية | المجموع |
| ------- | ---------------- | ----- | ---- | ------- | ------- |
| 1       | أستراليا         | 55    | 24   | 16      | 95      |
| 2       | الولايات المتحدة | 34    | 49   | 32      | 115     |
| 3       | البرازيل         | 24    | 11   | 10      | 45      |
| 4       | المكسيك          | 14    | 14   | 16      | 44      |
| 5       | كندا             | 8     | 26   | 29      | 63      |
| المجموع | المجموع          | 135   | 124  | 103     | 362     |

جدول ميداليات بطولة بان باسيفيك للسباحة البارالمبية 2018 (تم التحديث بعد بطولة 2018)
  *   البلد المضيف (مضيف)
| المرتبة | فريق             | ذهبية | فضية | برونزية | المجموع |
| ------- | ---------------- | ----- | ---- | ------- | ------- |
| 1       | أستراليا         | 43    | 30   | 21      | 94      |
| 2       | الولايات المتحدة | 32    | 20   | 13      | 65      |
| 3       | اليابان          | 19    | 19   | 9       | 47      |
| 4       | البرازيل         | 14    | 7    | 5       | 26      |
| 4       | كندا             | 14    | 7    | 5       | 26      |
| 6       | نيوزيلندا        | 6     | 4    | 4       | 14      |
| 7       | سنغافورة         | 0     | 3    | 0       | 3       |
| 8       | كوستاريكا        | 0     | 0    | 1       | 1       |
| المجموع | المجموع          | 128   | 90   | 58      | 276     |